# Saïd Abed Makasi
Saïd Abed Makasi (ur. 20 sierpnia 1982 w Bukavu) – rwandyjski piłkarz grający na pozycji napastnika.

## Kariera klubowa
Karierę piłkarską Makasi rozpoczął w klubie ugandyjskim klubie Express FC ze stolicy kraju Kampali. Grał w nim w latach 1999–2000. W 2001 roku występował w Rwandzie, w Reneissance Kigali, a następnie także w ugandyjskim Kampala City Council. W 2002 roku był zawodnikiem Villa SC z Kampali.
W 2003 roku Makasi został piłkarzem belgijskiego zespołu FC Brussels. Wiosną 2004 odszedł do drugoligowego KV Mechelen, ale latem tamtego roku wrócił do FC Brussels. Na początku 2005 roku przeszedł do tureckiego Sakaryasporu. W latach 2006–2008 grał w Izraelu w takich klubach jak: Hapoel Petach Tikwa, Maccabi Herclijja i Hapoel Beer Szewa. Na 2008 roku Rwandyjczyk przeszedł do marokańskiego Difaâ El Jadida. Następnie grał w: Wydadzie Fès (2010-2011), Rayon Sports FC (2011-2012), Espoir FC (2012-2015), OC Muungano (2015-2016) i ponownie Espoir FC (2017).

## Kariera reprezentacyjna
W reprezentacji Rwandy Makasi zadebiutował w 2003 roku. W 2004 roku został powołany do kadry na Puchar Narodów Afryki 2004. Tam rozegrał 3 spotkania: z Tunezją (1:2), z Gwineą (1:1) i z Demokratyczną Republiką Konga (1:0 i gol w 74. minucie).